# أتاخاتي
بلدية أتاخاتي (بالإسبانية: Atajate) هي بلدية تقع في مقاطعة مالقة التابعة لمنطقة أندلوسيا جنوب إسبانيا.

## الديموغرافيا
بلغ عدد سكان بلدية أتاخاتي 171 نسمة عام 2011 (وفقاً للمعهد الوطني الإسباني للإحصاء).
| 177 | 169 | 164 | 167 | 154 | 130 | 171 |